# Тяжёлая атлетика на летней Спартакиаде народов СССР 1963
Соревнования по тяжёлой атлетике на III летней Спартакиаде народов СССР прошли с 27 по 31 июля 1963 года в Москве. В рамках этого турнира был также проведён 38-й чемпионат СССР. 316 участников из команд союзных республик, Москвы и Ленинграда были разделены на 9 весовых категорий и соревновались в троеборье (жим, рывок и толчок).

## Медалисты
| Категория                         | Золото                                                  | Золото                       | Серебро                                                        | Серебро                      | Бронза                                                     | Бронза                       |
| До 52 кг (наилегчайший вес)       | Владимир Сметанин Вооружённые Силы РСФСР (Свердловск)   | 295 кг (92,5 + 85 + 117,5)   | Артаваз Челокян «Динамо» Грузинская ССР (Сухуми)               | 292,5 кг (95 + 85 + 112,5)   | Арнольд Хальфин «Спартак» Украинская ССР (Львов)           | 292,5 кг (95 + 87,5 + 110)   |
| До 56 кг (легчайший вес)          | Алексей Вахонин «Труд» РСФСР (Шахты)                    | 332,5 кг (100 + 95 + 137,5)  | Анатолий Папазов «Буревестник» Украинская ССР (Львов)          | 332,5 кг (100 + 102,5 + 130) | Виктор Марзагулов «Труд» РСФСР (Куйбышев)                  | 327,5 кг (107,5 + 95 + 125)  |
| До 60 кг (полулёгкий вес)         | Евгений Минаев Вооружённые Силы Москва                  | 365 кг (120 + 107,5 + 137,5) | Евгений Кацура Вооружённые Силы РСФСР (Казань)                 | 362,5 кг (120 + 105 + 137,5) | Михаил Медведев «Труд» Ленинград                           | 355 кг (110 + 107,5 + 137,5) |
| До 67,5 кг (лёгкий вес)           | Владимир Каплунов Вооружённые Силы РСФСР (Хабаровск)    | 407,5 кг (130 + 122,5 + 155) | Виктор Бушуев «Труд» РСФСР (Горький)                           | 400 кг (130 + 120 + 150)     | Александр Чужин «Спартак» Москва                           | 392,5 кг (125 + 115 + 152,5) |
| До 75 кг (полусредний вес)        | Алонзас Рачкаускас «Жальгирис» Литовская ССР (Вильнюс)  | 427,5 кг (130 + 132,5 + 165) | Мустафа Яглы-Оглы «Локомотив» Украинская ССР (Харьков)         | 425 кг (137,5 + 127,5 + 160) | Владимир Беляев Вооружённые Силы Украинская ССР (Киев)     | 425 кг (125 + 137,5 + 162,5) |
| До 82,5 кг (средний вес)          | Рудольф Плюкфельдер «Труд» РСФСР (Шахты)                | 465 кг (150 + 140 + 175)     | Фёдор Богдановский Вооружённые Силы Ленинград                  | 452,5 кг (150 + 132,5 + 170) | Андрей Хутуриди «Динамо» Узбекская ССР (Ташкент)           | 450 кг (140 + 135 + 175)     |
| До 90 кг (полутяжёлый вес)        | Эдуард Бровко «Спартак» Украинская ССР (Днепропетровск) | 465 кг (152,5 + 132,5 + 180) | Анатолий Калиниченко «Динамо» РСФСР (Волгоград)                | 465 кг (147,5 + 137,5 + 180) | Виктор Лях Вооружённые Силы РСФСР (Ростов-на-Дону)         | 462,5 кг (155 + 130 + 177,5) |
| До 102,5 кг (тяжёлый вес)         | Роберт Шейерман Вооружённые Силы РСФСР (Свердловск)     | 475 кг (155 + 142,5 + 177,5) | Георгий Дьяченко «Авангард» Украинская ССР (Луганск)           | 462,5 кг (140 + 142,5 + 180) | Давид Мушкудиани «Гантиади» Грузинская ССР (Тбилиси)       | 442,5 кг (140 + 127,5 + 175) |
| Свыше 102,5 кг (супертяжёлый вес) | Юрий Власов Вооружённые Силы Москва                     | 542,5 кг (185 + 152,5 + 205) | Леонид Жаботинский Вооружённые Силы Украинская ССР (Запорожье) | 530 кг (175 + 155 + 200)     | Виктор Поляков Вооружённые Силы РСФСР (Московская область) | 490 кг (165 + 150 + 175)     |